# Aymoré Moreira
Aymoré Moreira (ur. 26 kwietnia 1912 w Miracema, zm. 26 lipca 1998 w Salvador) – brazylijski piłkarz, a po zakończeniu kariery trener. Podczas kariery występował na pozycji bramkarza.

## Kariera piłkarska
Karierę piłkarską Aymoré Moreira rozpoczął w 1932 w Americe Rio de Janeiro. W klubie z Rio de Janeiro grał do 1933. W latach 1934–1935 występował w SE Palmeiras. Z SE Palmeiras zdobył mistrzostwo stanu São Paulo – Campeonato Paulista w 1934 roku. Ostatnie 10 lat kariery spędził w Botafogo, gdzie zakończył karierę piłkarską w 1946 roku.
W reprezentacji Brazylii Aymoré Moreira zadebiutował 27 listopada 1932 w meczu przeciwko drużynie okręgu Anadarachy, wygranym przez canarinhos 7:2. Następny mecz Aymoré Moreira w barwach Brazylii rozegrał 18 lutego 1940 roku. W lutym i marcu 1940 roku Brazylia rozegrała trzy towarzyskie mecze przeciwko reprezentacji Argentyny. Były to jedyne mecze międzypaństwowe Aymoré Moreiry w barwach canarinhos.

## Kariera trenerska
Po zakończeniu kariery piłkarskiej Aymoré Moreira, tak jak jego starszy brat Zezé Moreira, został trenerem piłkarskim. Karierę trenerską zaczął w małym klubie z Rio de Janeiro – Olarii w 1948. Potem były Bangu AC, São Cristóvão, aż w 1951 został trenerem SE Palmeiras. W 1952 roku zaliczył epizody w Santosie FC i Portuguesie, po czym w 1953 roku został trenerem São Paulo FC, z którym wywalczył Mistrzostwo Stanu São Paulo – Campeonato Paulista w 1953 roku.
W tym samym roku zaczął trenować reprezentację Brazylii, którą poprowadził w Copa América 1953. Mimo zajęcia drugiego miejsca został zastąpiony na tym stanowisku przez swojego brata – Zezé. Bilans jego pierwszej kadencji to: 4 zwycięstwa i 3 porażki, przy bilansie bramkowym 17:9.
Po kolejnym pobycie w SE Palmeiras (1954–1957) i po czteroletniej przerwie w pracy w latach (1957–1961), w 1961 roku po raz drugi został selekcjonerem reprezentacji Brazylii. Był to najbardziej znany i zarazem najbardziej udany okres w jego karierze trenerskiej, czego dowodem było zdobycie po raz drugi Mistrzostwa Świata przez Brazylię na Mistrzostwach Światach w Chile. Obok Złotej Nike Aymoré Moreira zdobył z canarinhos Puchar O’Higgins w 1961, Puchar Osvaldo Cruz w 1961 i 1962 oraz Puchar Roca w 1963. Ostatnim meczem podczas tej kadencji selekcjonera był wygrany 3:0 mecz przeciwko reprezentacji NRD, rozegrany 22 maja 1963 w Berlinie Wschodnim. Na jego odejście zaważył słaby start Brazylii w Copa América 1963, gdzie zajęła dopiero czwarte miejsce. Bilans jego kadencji to: 25 zwycięstw, 4 remisy i 8 porażek, przy bilansie bramkowym 81:47.
Po rozstaniu z reprezentacją Brazylii Aymoré Moreira trenował drużyny klubowe: São Paulo FC, Portuguesę, São Paulo FC i CR Flamengo, bez wybitnych sukcesów. W latach 1967–1968 po raz trzeci i ostatni trenował drużynę canarinhos. Największym sukcesem z tego okresu był wywalczenie Pucharu Rio Branco w 1967. Ostatnim meczem w roli selekcjonera reprezentacji Brazylii był zremisowany 3:3 mecz przeciwko reprezentacji Jugosławii, rozegrany 17 grudnia 1968 w Rio de Janeiro. Bilans trzeciej kadencji Aymoré Moreiry, to: 11 zwycięstw, 4 remisy i 4 porażki, przy bilansie bramkowym 44:25. Łączny bilans jego trzech kadencji to: 40 zwycięstw, 8 remisów i 15 porażek, przy bilansie bramkowym 142:81.
Kolejnymi etapami kariery trenerskiej Aymoré Moreiry, były dwukrotnie Corinthians Paulista oraz ponownie Portuguesa, po czym zdecydował się na wyjazd do Europy. W Portugalii pracował najpierw w Boaviscie Porto (1972–1974), z którą zajął 7 i 9. miejsce w lidze portugalskiej oraz FC Porto, z którym zdobył wicemistrzostwo Portugalii w 1975 roku. Ostatnim etapem jego kariery w Europie była praca w Grecji w Panathinaikosie, gdzie został zastąpiony przez Kazimerza Górskiego. Po powrocie do Brazylii pracował w Botafogo, Cruzeiro EC, Vitória, EC Bahia, z którą zdobył dwukrotnie mistrzostwo Stanu Bahia – Campeonato Baiano w 1981 i 1982 roku. Ostatnimi klubami w karierze trenerskiej Aymoré Moreiry były: Galícia, Catuense oraz Taubate, w którym zakończył karierę trenerską.